# Czuwaski Państwowy Teatr Opery i Baletu
Czuwaski Państwowy Teatr Opery i Baletu (ros. Чувашский государственный театр оперы и балета) – teatr operowy i baletowy w Czeboksarach w Rosji, największy teatr na Powołżu.

## Historia

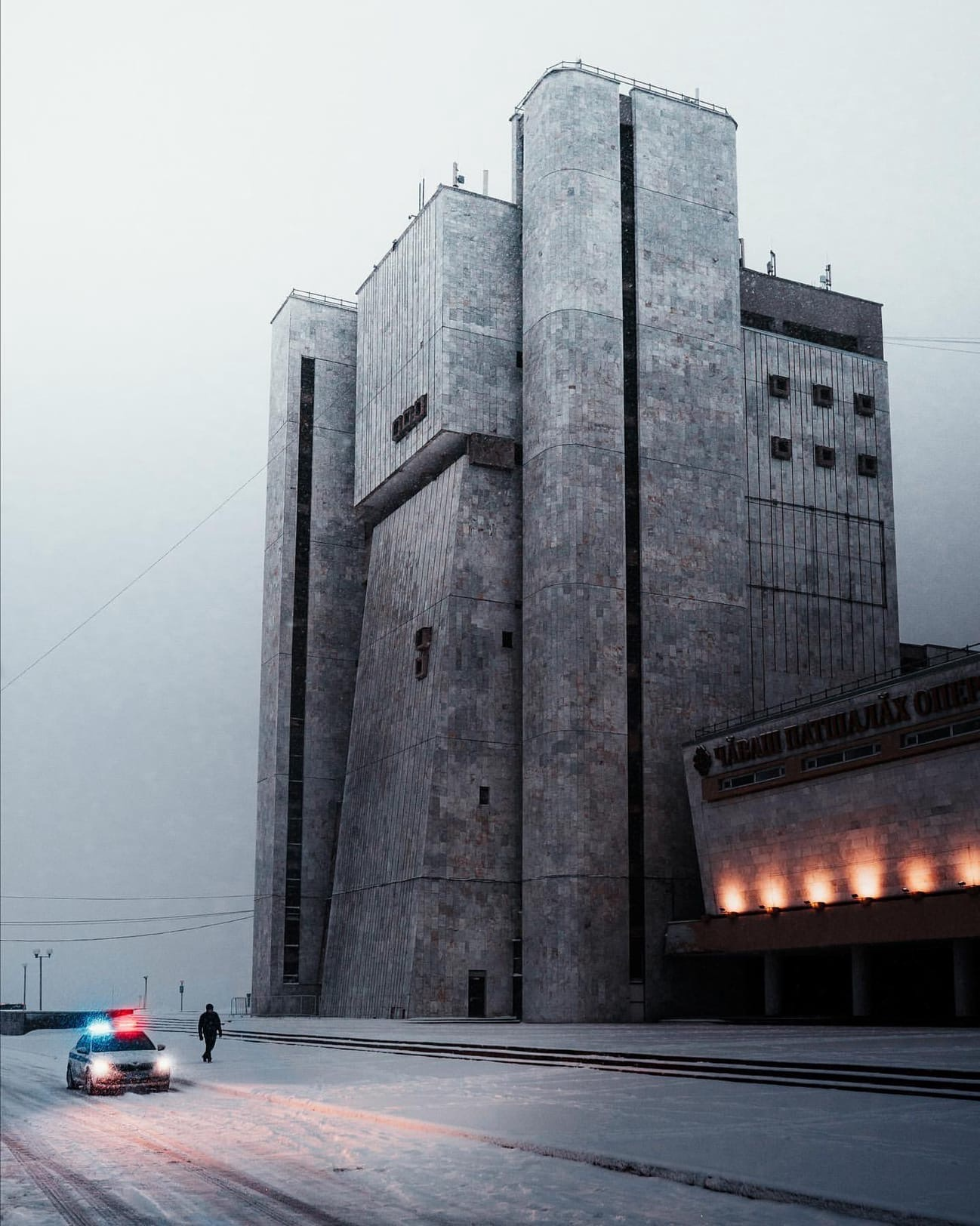
Gmach teatru zimą

Teatr został założony przez Borysa Markowa w 1960 roku jako Czuwaski Teatr Muzyczny. Pierwszym dyrektorem został Borys Markow. Pierwszym przedstawieniem było wystawienie opery Szywarmań autorstwa Fiodora Wasiljewa ww maja 1960 roku. Trupa baletowała zaczęła się formować w 1966 roku, a pierwszym wystawionym baletem była Giselle. Zespół rozdzielił się na sekcję dramatyczną i baletową 31 marca 1969 roku. 
Teatr przeniósł się do nowego gmachu w 1986 roku. Zmienił nazwę na obecną w 1993 roku. Stosuje się także nazwę Wołga Opera. 
W 1991 roku teatr inaugurował międzynarodowy festiwal operowy, a w 1977 roku – międzynarodowy festiwal baletowy. W 2010 powstały ponadto: międzynarodowy konkurs młodych śpiewaków operowych im. Michajłowa oraz festiwal operetkowy. 
Jest to największy teatr na Powołżu oraz kluczowa instytucja kulturalna w Czuwaszji. 

## Architektura
Brutalistyczny gmach teatru zaprojektowali Rubien Biegunc i Władimir Tienieta. Jest położony nad Zalewem Czeboksarskim przy Moskowskim Prospiekcie 1.  